# Mamen Moreu
Mamen Moreu (Huesca, 22 de febrero de 1985) es una ilustradora e historietista española que reside en Bilbao.

## Biografía
Tras estudiar en Barcelona y trabajar como empleada en varias librerías, comenzó su carrera profesional dibujando tiras de su personaje Marcela en la revista El Jueves en 2009, colaboración que mantendría hasta el año 2016, pasando posteriormente a realizar una página semanal fija (Dolores y Lolo) y otras colaboraciones. Ha colaborado ocasionalmente en el TMEO y esporádicamente en otras revistas como El Balanzín.
En 2015 fue nominada por Resaca, su primera novela gráfica editada por Astiberri ediciones, al premio autor revelación en el Salón internacional del cómic de Barcelona. Así como a mejor obra, mejor guion y mejor dibujo en los IV Premios del Cómic Aragonés concedidos en 2014. Desde 2014 colabora en varios álbumes colectivos junto a otras autoras del panorama nacional e internacional. 
En 2018 publicó su segunda novela gráfica: Desastre, publicada también con Astiberri.
En 2019 gana el premio Humor gráfico, concedido por el festival Splash de Sagunto en reconocimiento a la obra de Moreu. En diciembre de 2020 en los X premios del cómic Aragonés, le conceden el premio al mejor dibujo Aragonés por su obra Dolores y Lolo ¡Viva la revolución!. (Astiberri 2020)
Ha participado en numerosos libros de cómics colectivos como Enjambre (Norma editorial, 2014), Institutos (Astiberri, 2014) o Teresa Perales cómics (Fundación Telefónica, 2016).
Como ilustradora ha trabajado para marcas como Estrella Galicia, Line, o Gibson.

## Álbumes de historietas

### Monográficos
- 2014 Resaca. Astiberri.
- 2018 Desastre. Astiberri.
- 2019 Dolores y Lolo, con guion de Iván Batty. Astiberri.
- 2020 Dolores y Lolo ¡Viva la revolución!, con guion de Ivan Batty. Astiberri.
- 2021 Dolores y Lolo ¡La vida patas arriba!. Astiberri.

### Colectivos
- 2014 Enjambre. Norma editorial.
- 2014 Institutos. Astiberri.
- 2014 Todas putas: los cuentos gráficos. Dibbuks.
- 2015 Las chicas pintan mucho. Fnac.
- 2016 Los grandes inventos del 2016. Fnac.
- 2016 Teresa Perales cómics. Fundación Telefónica.
- 2018 El futuro es cómic. Fnac.